# Göran Gentele
Göran Gentele (Stoccolma, 29 settembre 1917 – Sardegna, 18 luglio 1972) è stato un attore e regista svedese.

## Biografia
Ha vinto l'Orso d'argento, gran premio della giuria al Festival internazionale del cinema di Berlino nel 1951 con Leva på Hoppet.
Nel 1972 è stato direttore del Metropolitan Opera House di New York.

## Filmografia parziale
- Ballongen (1947)
- Brott i sol (1947)
- Intill helvetets portar (1948)
- Leva på Hoppet (1951)
- Värmlänningarna (1958)
- Fröken April (1958)
- Sängkammartjuven (1959)
- Tre önskningar (1960)
- En vacker dag (1963)
- Miss and Mrs Sweden (1969)